# Zuider Heidenschapperpolder
De Zuider Heidenschapperpolder is een voormalig waterschap in de provincie Groningen.
Door de aanleg van het Eemskanaal werd deze polder in tweeën geknipt. Het noordelijke deel werd, samen met de afgesneden delen van de Noorder Heidenschapperpolder en de Polder van E.J. van der Molen samengevoegd tot de Van der Molenpolder, die in 1880 opging in de Fledderbosscherpolder. 
Het zuidelijke deel werd, samen met het daar afgesneden deel van de Noorder Heidenschapperpolder samen gevoegd tot de Heidenschapperpolder.